# Pachybrachis petitpierrei
Pachybrachis petitpierrei là một loài bọ cánh cứng trong họ Chrysomelidae. Loài này được Daccordi miêu tả khoa học năm 1976.